# راي مارتينيز
راي مارتينيز هو موسيقي كوبي، ولد في 9 أكتوبر 1950.

## وصلات خارجية
- راي مارتينيز على موقع IMDb (الإنجليزية)
- راي مارتينيز على موقع ميوزك برينز (الإنجليزية)
- راي مارتينيز على موقع ديسكوغز (الإنجليزية)